# Airbus E-FAN

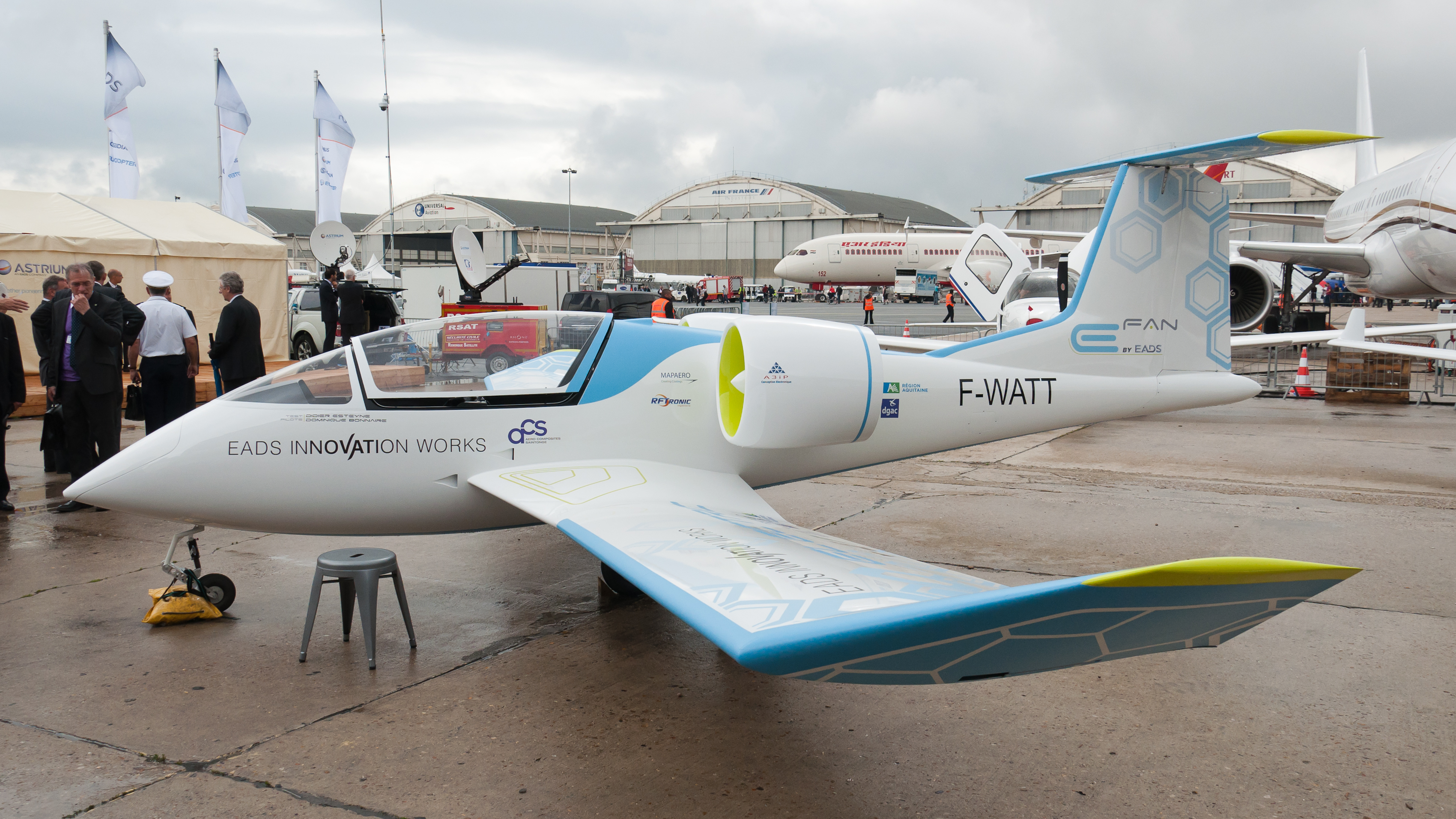
L'E-Fan в Ле-Бурже 2013

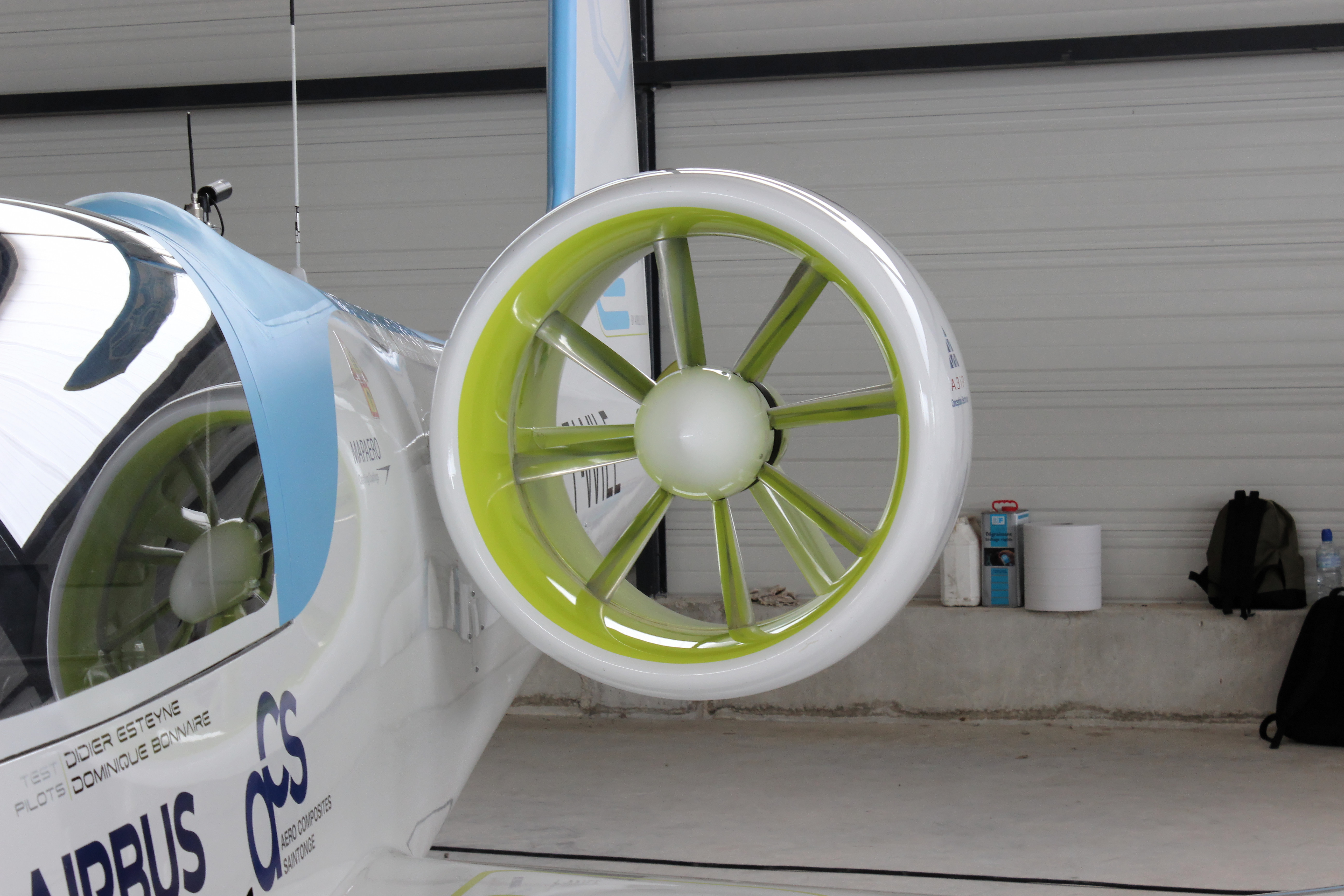
Двигатель E-Fan

Airbus E-FAN — двухместный аккумуляторный самолёт.
Электросамолёт разработан компанией Airbus совместно со специалистами из фирмы Aero Composites Saintonge (ACS), а также Главного управления гражданской авиации Франции (DGAC). Впервые поднялся в воздух 11 марта 2014 года, на аэродроме близ Бордо, Франция. В июле 2013 года на авиасалоне в Ле-Бурже представлен самолёт Airbus E-FAN, проектируемый как тренировочный самолёт, способный выполнять фигуры высшего пилотажа. Одно из колес основного шасси имеет привод от электромотора, что позволяет разогнать самолёт на земле до скорости 55 км/ч. что экономически более выгодно (позволяет сэкономить заряд батареи).
Часовой полёт самолёта обходится в 16 долларов.

## Лётного-технические характеристики
- Размах крыла, м — 9,50
- Длина самолёта,м — 6,67
- Масса, кг максимальная взлётная — 550
- Тип двигателя — 1 ЭД
- Мощность, л. с. — 2×40
- Максимальная скорость, км/ч — 220
- Крейсерская скорость, км/ч — 160
- Продолжительность полёта, ч — 1
- Экипаж, чел. — 2